# Griffith (LGA)
City of Griffith is een Local Government Area (LGA) in Australië in de staat New South Wales. City of Griffith telt 24.937 inwoners. De hoofdplaats is Griffith.
Naast Griffith omvat het district de plaatsen Willbriggie, Hanwood, Beelbangera, Bilbul, Yoogali, Widgelli, Yenda, Lake Wyangan, Tharbogang en Warburn.